# L'uomo che osò
L'uomo che osò (The Man Who Dared) è un film muto del 1920 diretto da Emmett J. Flynn. Prodotto e distribuito dalla Fox Film Corporation, aveva come interpreti William Russell e Eileen Percy.

## Trama

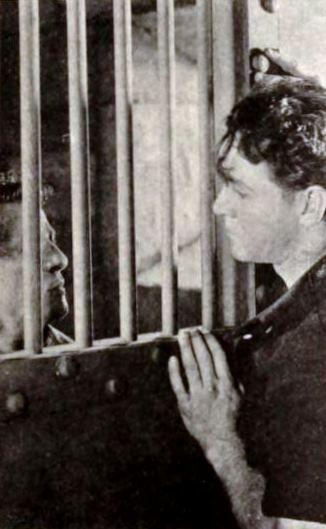

Sam Corvin, il padre di Mamie Lee, viene arrestato e condannato. Lo sceriffo Ed Cass, innamorato di Mamie Lee, si offre di ripagare il debito di Corvin se sua figlia accetterà di sposarlo. Sconvolta da tutto quello che sta accadendo intorno a lei, la ragazza accetta. Ma lo sceriffo non ha il denaro promesso, così, per trovarlo, va a rapinare il saloon del paese, accusando poi un suo rivale, Jim Kane, innamorato pure lui di Mamie Lee, di essere il rapinatore.
Jim è un uomo distrutto: in carcere, osserva il suo compagno di cella, uno scalpellino italiano condannato per omicidio, che passa la notte prima dell'esecuzione a scolpire una figura di Cristo e vede poi il Cristo apparire al condannato. Convertito alla fede, Jim si mette a pregare. Mamie Lee, nel frattempo, scopre una lettera dove Cass confessa il proprio delitto e la porta al giudice. Lo sceriffo, vistosi scoperto, si uccide. Il suo suicidio apre le porte della prigione a Jim che può riunirsi a Mamie Lee.

## Produzione
Il film fu prodotto dalla Fox Film Corporation.
Secondo ultimi studi, alcune scene del film vennero girate in un campo di boscaioli nelle foreste di sequoia della California.

## Distribuzione
Il copyright del film, richiesto da William Fox, fu registrato il 29 agosto 1920 con il numero LP15585. Lo stesso giorno, il film uscì anche nelle sale cinematografiche statunitensi, distribuito dalla Fox Film Corporation.
 
Nel 1922, la Fox lo distribuì anche in Italia con il visto di censura numero 16807.
Non si conoscono copie ancora esistenti della pellicola che viene considerata presumibilmente perduta.